# عبدالعزیز السلیطی
عبدالعزیز السلیطی (انگلیسی: Abdulaziz Al Sulaiti؛ زادهٔ ۱۱ ژوئن ۱۹۸۸) یک بازیکن فوتبال اهل قطر است.

## باشگاهی
از باشگاه‌هایی که در آن بازی کرده‌است می‌توان به العربی قطر، و السد، الجیش قطر، العربی قطر، اشاره کرد.

## تیم ملی
وی همچنین در تیم ملی فوتبال قطر بازی کرده‌است.